# Karim Amer
Karim Amer, ook gespeld als Kareem Amer (Arabisch: كريم نبيل سليمان عامر, Karim Nabil Suleiman Amer) (Alexandrië, 17 juni 1984) is een Egyptisch activist. Hij is de eerste Egyptische activist die vanwege  publicaties op een weblog werd veroordeeld tot een lange gevangenisstraf. In 2006 kwam hij eerst drie weken vast te zitten en verdween vrij snel daarna gedurende vier jaar achter de tralies. Direct na zijn vrijlating werd hij opnieuw een week vastgezet en tijdens de Egyptische Revolutie zat hij opnieuw enkele dagen vast. Hij emigreerde vervolgens naar Noorwegen.

## Biografie

### Zijn weblog
Amer studeerde rond 2005 rechten aan de Al-Azhar-universiteit in Caïro. In deze tijd raakte hij steeds verder vervreemd van zijn religie en van de Egyptische regering. Hij verliet de islam en werd atheïst. Sinds 1981 verkeerde Egypte voortdurend in staat van beleg en in 2004 werd de eerste politieke hervormingsbeweging van betekenis opgericht, Kefaya, dat Genoeg! betekent. Tijdens zijn studietijd groeide Kefaya uit tot een factor van betekenis door de organisatie van een groot aantal protesten in 2005, zoals tegen aanpassingen van de grondwet en voor een onafhankelijk rechtssysteem. Dit jaar luidde tevens de start in van het internetactivisme in Egypte. In deze politiek turbulente tijd startte Amer in april 2005 een opstandige politieke weblog. Op zijn profiel stelde hij zich als volgt voor:
Ik ben een nuchtere student in de rechten; ik kijk ernaar uit mensen te helpen tegen elke vorm van discriminatie. Ik verlang ernaar mijn eigen advocatenkantoor voor mensenrechtenactivisten te openen, dat ook plaats biedt aan andere advocaten met dezelfde inzichten. Ons belangrijkste doel is de verdediging van de rechten van vrouwen uit islamitische en Arabische landen tegen elke vorm van discriminatie en voor de beëindiging van gewelddadige misdaden die er dagelijks worden gepleegd.— Introductie van Karim Amer op zijn weblogprofiel, ca. 2005-2006
Met zijn weblog overschreed hij grenzen, door kritiek te leveren op de islam, het christendom, de regering van Hosni Moebarak en het beleid op de  Al-Azhar-universiteit, waarbij hij hoogleraren met naam en al aanviel. In het laatste geval postte hij onder meer het verslag van het disciplinaire verhoor wat hem in de maand maart ten deel was gevallen. De verhoorcommissie kwalificeerde hij als de inquisitie van een repressief instituut. Vervolgens printte hij zijn weblogpost uit en verspreidde die onder willekeurige mensen op straat.

### De eerst veroordeelde blogger van Egypte
In die tijd had Egypte nog geen wetten over publicaties op het internet. Niettemin waren het uitgerekend de uitgeprinte versies van zijn weblog die de autoriteiten in staat stelden hem juridisch te vervolgen. Uiteindelijk bezorgde hem dit de twijfelachtige eer, als eerste activist in Egypte te worden gevangengezet vanwege onwelgevallige publicaties op een weblog, waarop hij onder meer zijn atheïsme verklaarde. Eerst werd hij op 25 oktober 2006 vastgezet, vanwege zijn post met de titel De naakte waarheid over islam zoals ik het in muharram zag. Drie weken later werd hij vrijgelaten en kort erop, op 6 november, opnieuw vastgezet onder veroordeling van vier jaar gevangenisstraf. De verdediging werd gevoerd door Ahmed Seif van het Centrum Hisham Moebarak voor Recht.
In de jaren erna oefenden burgers en politici wereldwijd druk uit op de Egyptische regering om hem vrij te krijgen. Daarnaast kreeg hij steun uit het gehele spectrum van de bloggersscene, variërend van pro-Amerika (zoals Mahmoud Salem), pro-Moslimbroederschap (zoals Abdel Moneim Mahmoud) tot pro-democratie (zoals Alaa Abd el-Fattah. De vrijheid van meningsuiting was de gemeenschappelijke deler die de blogosfeer bond in hun campagne voor Amer. Vervroegd vrijgelaten werd hij echter niet, zodat hij op 5 november 2010 zijn laatste detentiedag uitzat. Uit gegevens van Amnesty International bleek dat hij van oktober 2007 tot het eind van zijn detentie in eenzame opsluiting heeft moeten doorbrengen. Na zijn vrijlating werd hij echter direct weer opgepakt en zonder aanklacht opnieuw vijf dagen vastgezet. Gedurende deze hechtenis werd hij zwaar mishandeld door een lokale politieagent.

### Na zijn vrijlating
In het interview dat hij na zijn vrijlating gaf, was hij strijdvaardig. Hij gaf aan dat de gevangenisstraf geen invloed op hem had gehad en hij het activisme als voorheen zou voortzetten. Tijdens de Egyptische Revolutie was hij ook nog een van de demonstranten op het Tahrirplein, tot hij van 7 tot 11 februari opnieuw werd vastgezet.
In medio 2011 kwam hij opnieuw in het nieuws als vriend van de activiste Aliaa Elmahdy. Vanwege duizenden doodsbedreigingen aan haar adres, vluchtte zij in politiek asiel naar Zweden. Amer emigreerde naar Bergen in Noorwegen.